# Episodi di The Fosters (quinta stagione)

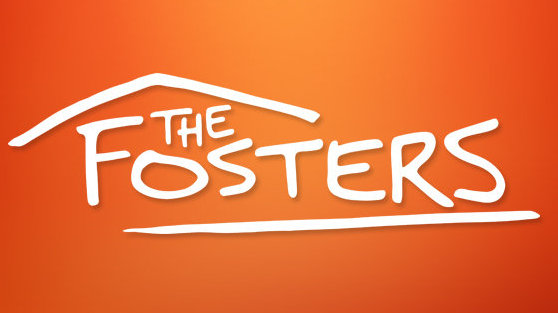
Logo della serie

La quinta e ultima stagione della serie televisiva The Fosters, composta da 22 episodi, è stata trasmessa sul canale statunitense Freeform dall'11 luglio 2017 al 6 giugno 2018.
In Italia la stagione è stata interamente pubblicata sul servizio di streaming Disney+ il 22 giugno 2022.
| nº | Titolo originale       | Titolo italiano                  | Prima TV USA     | Pubblicazione Italia |
| -- | ---------------------- | -------------------------------- | ---------------- | -------------------- |
| 1  | Resist                 | Resistere                        | 11 luglio 2017   | 22 giugno 2022       |
| 2  | Exterminate Her        | Intrepida                        | 18 luglio 2017   | 22 giugno 2022       |
| 3  | Contact                | Contatto                         | 25 luglio 2017   | 22 giugno 2022       |
| 4  | Too Fast, Too Furious  | Troppo veloce, troppo arrabbiato | 1º agosto 2017   | 22 giugno 2022       |
| 5  | Telling                | Rivelazioni                      | 8 agosto 2017    | 22 giugno 2022       |
| 6  | Welcome to the Jungler | Benvenuto nella giungla          | 15 agosto 2017   | 22 giugno 2022       |
| 7  | Chasing Waterfalls     | Fedeli a se stessi               | 22 agosto 2017   | 22 giugno 2022       |
| 8  | Engaged                | Fidanzamenti                     | 29 agosto 2017   | 22 giugno 2022       |
| 9  | Prom                   | Il ballo                         | 5 settembre 2017 | 22 giugno 2022       |
| 10 | Sanctuary              | Un posto sicuro                  | 9 gennaio 2018   | 22 giugno 2022       |
| 11 | Invisible              | Invisibile                       | 16 gennaio 2018  | 22 giugno 2022       |
| 12 | #IWasMadeinAmerica     | #CresciutainAmerica              | 23 gennaio 2018  | 22 giugno 2022       |
| 13 | Line in the Sand       | La linea sulla sabbia            | 30 gennaio 2018  | 22 giugno 2022       |
| 14 | Scars                  | Cicatrici                        | 6 febbraio 2018  | 22 giugno 2022       |
| 15 | Mother's Day           | Festa della mamma                | 13 febbraio 2018 | 22 giugno 2022       |
| 16 | Giving Up the Ghost    | Allontanare i fantasmi           | 27 febbraio 2018 | 22 giugno 2022       |
| 17 | Makeover               | Trasformazioni                   | 6 marzo 2018     | 22 giugno 2022       |
| 18 | Just Say Yes           | Basta dire "sì"                  | 13 marzo 2018    | 22 giugno 2022       |
| 19 | Many Roads             | Percorsi diversi                 | 13 marzo 2018    | 22 giugno 2022       |
| 20 | Meet the Fosters       | Vi presento i Foster             | 4 giugno 2018    | 22 giugno 2022       |
| 21 | Turks & Caicos         | Accordo prematrimoniale          | 5 giugno 2018    | 22 giugno 2022       |
| 22 | Where The Heart Is     | Amare ed essere amati            | 6 giugno 2018    | 22 giugno 2022       |